# Buskskog
Buskskog eller kratteskog 

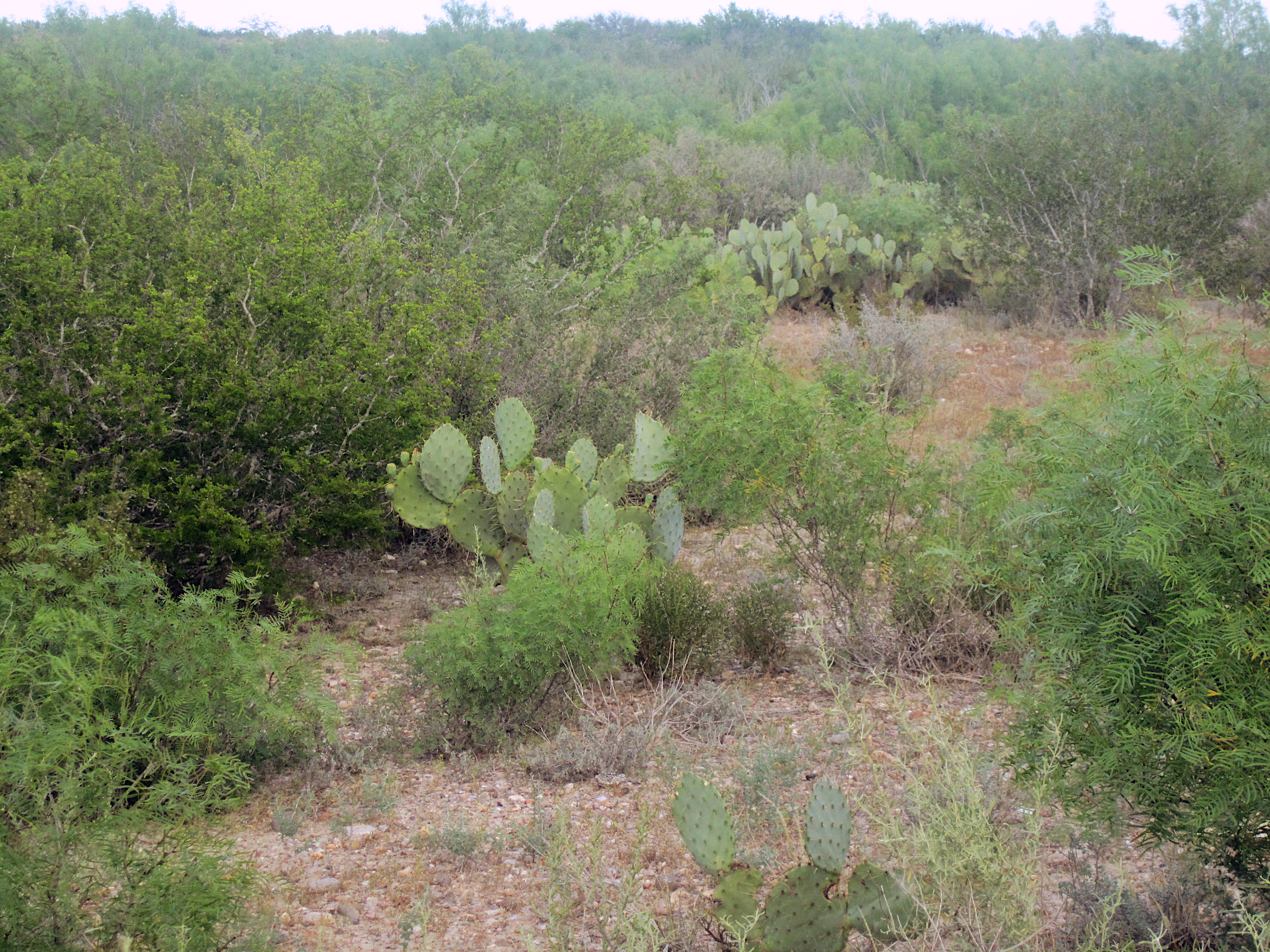
Buskvegetation med kaktus i Webb County i södra Texas

är en biotop dominerad av buskvegetation. Buskskog kan vara permanent, och är då ett vegetationsområde. Exempel på sådan buskskog är ljunghedar, fjällbjörkskogsbältet och enskog. Buskskog kan också uppträda tillfälligt, som då hagmarker som upphört att betas växer igen; liksom efter en skogsbrand; eller då ett kalhygge lämnas utan återbeskogning.

## Förekomst (urval)
Västkustens bergiga partier utmärks av ekkrattskogar och stora ljunghedar som skapades efter tidigare skogsskövlingar.
Hedekskogen förekommer på hällmarksjordar och morän- och sandmarker. I kustbandet är bestånden ofta utformade som lågvuxen krattskog. Bergeken dominerar bland krattskogarna.